# Tuk-tuk

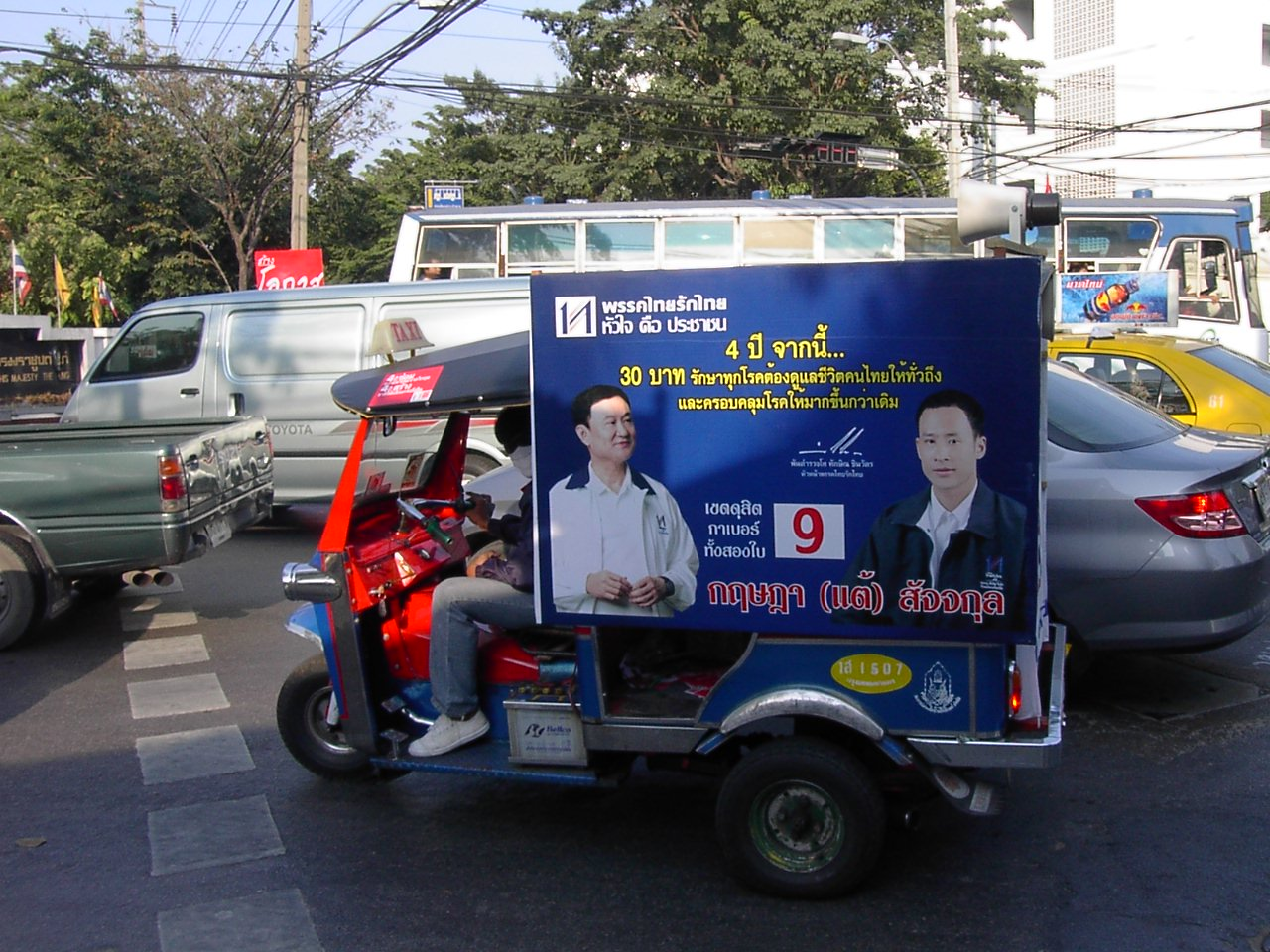
Tuk-tuk i Bangkok, Thailand

Tuk-tuk (ตุ๊กตุ๊ก eller ตุ๊กๆ på thailändska) är en sydöst-asiatiska version av fordon som påminner om en motordriven pedicab (pedaldriven trehjuling för passagerarbefordran). Den är välanvänd i Bangkok och andra städer i Thailand, och andra större sydostasiatiska städer. Speciellt populär är den i städer där trafikstockningar är vanliga, på grund av att den tar sig fram bra och har en marschfart på drygt 30 km/h. I Indien förekommer tuk-tuk som taxi.
Namnet tuk-tuk kommer från det hur de allra tidigaste av dessa fordon lät. De var utrustade med tvåtaktsmotor, därav ljudet.

## Kärt barn har många namn
Tuk-tuk och liknande motordrivna trehjulingar finns runt om världen och har gott om alternativnamn: Autoriksha, tok-tok, samosa,  tempo, trishaw, autorick, rakhsa, bajaj, rick, mototaxi, baby taxi, sān lún (kinesiska för trehjuling), xe lam och lapa för att räkna upp några.

## Tillverkning
Fordonet utvecklades först i Japan av Daihatsu och exporterades sedan 1934 till Thailand. Thailand kom så småningom att bli den stora tillverkaren. Det finns åtminstone fem thailändska företag som tillverkar tuk-tuk-modeller. En ny thailändsk tuk-tuk kostade 2012 mellan 95 000 och 150 000 baht. Nyare modeler har ofta en 550 cc japansk motor och kan lasta 1000 kilogram. 
Piaggio i Italien utvecklade 1947 en motsvarighet av motordrivna trehjulingar. Det var ingenjören Corradino D'Ascanio som stod bakom konstruktionen. Sedan 1950-talet har trehjulingen tillverkats i olika modeller, men är främst avsedda för varutransporter.
Den italienska trehjulingen trafikerar större städer i Frankrike, Italien, Nederländerna, Portugal, Litauen och Storbritannien.

## Tuk-tuk i Sverige
Sedan 2015 bedrivs kommersiell tuk-tuk Taxi verksamhet med specialanpassade Piaggio fordon på minst två orter i Sverige (Halmstad & Karlskrona).